# Sérgio Batarelli
Sérgio Batarelli (São Paulo, 24 de fevereiro de 1960) é um lutador brasileiro. Foi campeão mundial de full contact.
Como promotor de eventos, criou o International Vale Tudo Championship (IVC), que revelou Wanderlei Silva, Pedro Rizzo, Mark Kerr e Chuck Liddell. O campeonato teve 14 edições.

## Biografia
Batarelli começou sua vida esportiva logo aos 10 anos, com a pratica do Kung Fu estilo Taisan (estilo do Leão). Com 18 anos foi graduado professor e inaugurou sua própria academia em 2 de novembro de 1978, no bairro da Freguesia do Ó, na cidade de São Paulo.
Batarelli ensinou Kung Fu até 1986, formando vários professores durante esse período. Neste período, também, fundou a Associação Brasileira de Kung Fu Taisan, e a Associação Taisan de Artes Marciais, sendo o responsável pelo reconhecimento do Kung Fu como esporte no Brasil, que no início foi subordinado à Federação Paulista de Pugilismo e à Confederação Brasileira de Pugilismo. Como diretor do esporte, Batarelli ajudou na regulamentação para a criação da Confederação Brasileira de Kung Fu, e trabalhou pela regulamentação e reconhecimento de mais um novo esporte de luta, o Full Contact, que mais tarde passaria a ser conhecido também por Kick Boxing.
Para isso, ele fundou a Associação Brasileira de Full Contact e divulgou o esporte com a transmissão do esporte em rede nacional para todo o país. Após cumprir esta etapa, atuou junto ao governo e conseguiu a criação da Confederação Brasileira de Full Contact - Kick Boxing, em setembro de 1991, onde é presidente até hoje.
Em 1996, foi convidado por Frederico Lapenda para ser sócio da World Vale Tudo Championship e ajudá-lo a promover as lutas de vale-tudo no país. Essa parceria foi somente até o WVC 4, quando após problemas particulares entre ambos, Sergio Batarelli resolveu criar em Julho de 1997 o International Vale Tudo Championship (IVC), mundialmente reconhecido como o único evento real de Vale Tudo em nosso planeta.
Nessa mesma época, lutou pela regularização do Vale Tudo como esporte reconhecido pelo governo brasileiro, fundando assim a Confederação Brasileira de Lutas Vale-Tudo.

### Conquistas
- 1987 - Campeão Sul Americano de Kick Boxing – Super Pesado.[5]

## Kickboxing record

### Cartel no MMA
| Resultado | Cartel | Oponente | Método                        | Evento                               | Data                   | Assalto | Tempo | Local                    | Notas |
| --------- | ------ | -------- | ----------------------------- | ------------------------------------ | ---------------------- | ------- | ----- | ------------------------ | ----- |
| Derrota   | 0-1    | Rei Zulu | Submission (Guillotine Choke) | JJ vs MA - Jiu-Jitsu vs Martial Arts | 30 de novembro de 1984 | 1       | 2:24  | Ginásio do Maracanãzinho |       |